# USS Santee (CVE-29)
Pour les autres navires du même nom, voir USS Santee.
L'USS Santee (CVE-29) est un porte-avions d'escorte de classe Sangamon construit pour l'United States Navy durant la Seconde Guerre mondiale. Entré en service en tant que pétrolier en 1939, il est reconverti en porte-avions en 1942 et sert en Atlantique puis dans le Pacifique, avant d'être mis en réserve à la fin de la guerre. Il est vendu pour démolition en 1959.

## Conception
La construction du pétrolier de type T-3 Esso Seakay commence au chantier Sun Shipbuilding le 31 mai 1938. Le navire est lancé le 4 mars 1939 et entre en service la même année. Racheté par l'United States Navy le 18 octobre 1940, il est commissionné le 30 octobre sous le nom de AO-29. Début 1942 décision est prise de le convertir, lui et ses sister-ships, en porte-avions d'escorte : les modifications sont effectuées au Norfolk Naval Shipyard durant le printemps, et le 24 août 1942 il est mis en service ; ses sister-ships le sont le mois suivant. Les unités de la classe Sangamon possèdent ainsi une meilleure résistance et une meilleure autonomie que les porte-avions conçus à partir de cargos par exemple, grâce à un meilleur arrangement des compartiments étanches dû à leur fonctionnalité première : transporter des liquides inflammables. Ils possèdent aussi un pont d'envol plus grand, ce qui leur permet de transporter de plus gros avions. Cette conception sera reprise ensuite pour les unités de la classe Commencement Bay, lancées à la fin de la guerre.

## Histoire
Après son entrée en service le 24 août 1942, le Santee rejoint la Task Force 22. Dès le mois d'octobre, il rejoint la côte ouest de l'Afrique et se positionne au large de Safi, participant au débarquement américain au Maroc en novembre. Il retourne ensuite patrouiller au large des côtés sud-américaines, à la recherche de sous-marins ennemis. Le 15 juillet 1943, il coule l'U-boot U-509 au large des Açores. Le 30 juillet 1943 ses Grumman TBF Avenger coulent l'U-boot U-43 au sud-ouest des Açores. Il escorte ensuite des convois transatlantiques avant de rejoindre l'océan Pacifique en février 1944. Faisant partie de la Task Force 77 de la septième flotte des États-Unis avec ses trois sister-ships, il participe à la bataille du golfe de Leyte. Le 25 octobre, au large de Samar le groupe est attaqué par des kamikazes japonais. Touché par l'un d'eux ainsi que par une torpille du sous-marin japonais I-56, le Santee retourne à Los Angeles pour réparations. Le porte-avions d'escorte revient dans le Pacifique en mars 1945 et est engagé dans la bataille d'Okinawa. Le 16 juin, il lance une attaque de chasseurs-bombardiers vers l'île de Kyushu. À partir du 1er juillet, le navire participe à des opérations de déminage au large d'Okinawa avant de rejoindre Apra Harbor le 19 juillet. Il fait ensuite route vers Saipan puis les Philippines et apprend alors la nouvelle de la capitulation du Japon en pleine mer. Après avoir aidé à évacuer les prisonniers durant l'opération Magic Carpet, le Santee arrive à Boston Harbor le 25 mars 1946. Placé en réserve le 21 octobre, le porte-avions est reclassé en porte-hélicoptères le 12 juin 1955 (CVHE-29) avant d'être rayé des listes le 1er mars 1959 Le 5 décembre, il est revendu pour démolition.